# Hibiscus shirensis
Hibiscus shirensis är en malvaväxtart som beskrevs av Thomas Archibald Sprague och Hutchinson. Hibiscus shirensis ingår i Hibiskussläktet som ingår i familjen malvaväxter. Inga underarter finns listade i Catalogue of Life.